# José Luis Bonet Ferrer
José Luis Bonet Ferrer   (Barcelona, 4 de desembre de 1941) és un empresari, jurista i professor universitari català, president del grup Freixenet des del març de 1999 i president de la Cambra de Comerç, Indústria, Serveis i Navegació d'Espanya des del 13 novembre de 2014.

## Biografia

### Orígens
Nascut el 4 de desembre de 1941 a la ciutat de Barcelona, es llicencià l'any 1963 en Dret per la Universitat de Barcelona amb premi extraordinari. Poc després, al curs 1966/67, es doctorà per la mateixa universitat, obtenint igualment un premi extraordinari. Entre 1984 i 2012 exercí de professor titular d'Economia i Hisenda pública a la facultat de Dret de la Universitat de Barcelona. Està casat i tingué dotze fills.

### Trajectòria professional
De la seva dilatada carrera professional com a empresari destacà en els càrrecs de president del grup Freixenet (des de 1999); president del consell d'administració de Fira de Barcelona (des del setembre de 2004); president de l'Associació de Marques Reanomenades Espanyoles i de la fundació Fòrum de Marques Reanomenades Espanyoles (des de 2002); president de l'Associació pel Foment del Desenvolupament Agroalimentari (des de 2002); president d'Alimentaria de Barcelona (des de juliol de 2000); president de Vila Universitària SA, Hotel Campus SL i Plaça Cívica SA; president de l'Associació de Desenvolupament de la Dieta Mediterrània; president de la delegació Alt Penedès de la Cambra de Comerç, Indústria i Navegació de Barcelona (des de 1998); president de la delegació espanyola de la Tribuna Espanya-Corea (des de 2012); president del Comitè bilateral hispà-japonès de cambres de comerç (des de 2003); president del Patronat Fundació Escola Betània-Patmos (des de 2014) i membre de la comissió delegada del patronat, essent-me vicepresident de 2003 a 2014; president de l'Associació Nacional per a la Defensa de la Marca (1998 - agost 2014); president de Fira 2000 SA (març 2004 - abril 2014); i membre nat de la Fundació Barcelona Mobile World Capital (des del març 2012).
El 22 de maig de 2014 fou proposat com a president de la nova Cambra de Comerç, Indústria, Serveis i Navegació d'Espanya a instàncies del Govern espanyol. Mesos després, el 13 de novembre de 2014, fou escollit president, tenint com a vice-presidents Ana Patricia Botín, presidenta del Banco Santander; Modesto Piñeiro, president de la Cambra de Comerç, Indústria i Navegació de Cantàbria; i Miquel Valls, president de la de Barcelona.

### Posicionaments polítics
En aquest sentit, i en tot moment, s'ha posicionat a favor de l'estabilitat política com a mesura contra el deteriorament de l'economia espanyola. De forma concreta va exposar la necessitat de prorrogar la norma que permet a les immobiliàries no computar el deteriorament d'actius per tal d'evitar una forta davallada d'empreses del sector.
En diverses ocasions s'ha mostrat contrari al procés d'independència impulsat per Artur Mas, arribant a afirmar: «Freixenet és una empresa familiar catalana i, per tant, espanyola. Catalunya és una part essencial d'Espanya i així ha de seguir». No obstant això, també ha afirmat que no per aquest motiu ha deixat d'invertir en territori català per una possible declaració d'independència.
El 17 de novembre de 2014 criticà el mutisme generalitzat dels directius més importants del món empresarial espanyol respecte les propostes econòmiques del partit Podemos. Segons Bonet, aquestes tesis «no li convenen a Espanya» i es postulà per liderar un front contra el partit de Pablo Iglesias.
El 14 de juliol de 2016 s'aprovà la moció 55-11 al Parlament de Catalunya, amb els vots a favor de Junts pel Sí, Catalunya Sí que es Pot i la CUP-Crida Constituent, amb la qual s'instava al Govern de la Generalitat a evitar la presència de l'exèrcit en espais educatius i promocionals. Això comportava, entre d'altres, la retirada de l'estand de les Forces Armades espanyoles al Saló de l'Ensenyament, celebrat anualment a la Fira de Barcelona. La resposta a aquesta decisió fou la voluntat de triplicar l'espai útil del de la paradeta del cos militar. A instàncies d'aquesta decisió, la diputada de la CUP-CC Gabriela Serra preguntà al president de la Generalitat de Catalunya, Carles Puigdemont, durant la sessió de control del 25 de gener de 2017 sobre l'incompliment del punt 5 de l'esmentada moció. El president manifestà els poders limitats dels representants governamentals al consell d'administració de Fira de Barcelona, ja fos el del conseller d'empresa i coneixement (Jordi Baiget) com el de la batllessa de Barcelona (Ada Colau). A partir d'aquest raonament, i observant els estatuts de l'empresa Fira Oficial i Internacional de Mostres a Barcelona, es pot apreciar que el poder decisori de la major presència militar es recolza exclusivament en la figura del president de l'empresa, José Luis Bonet.

### Honors i reconeixements
L'any 1986, la revista Nueva Empresa el va incloure dins la llista dels 500 directius clau de l'economia espanyola. L'any 2008 li fou atorgada la Clau de Barcelona. L'any 2013 va rebre la Medalla al Mèrit en el Comerç, atorgada periòdicament pel Ministeri d'Economia i Competitivitat espanyol. El 2024 va rebre la Gran Creu de l'Orde del Mèrit Civil, a proposta del Ministre d'Afers Exteriors, José Manuel Albares.